# St. Bartholomäus (Walchstadt)

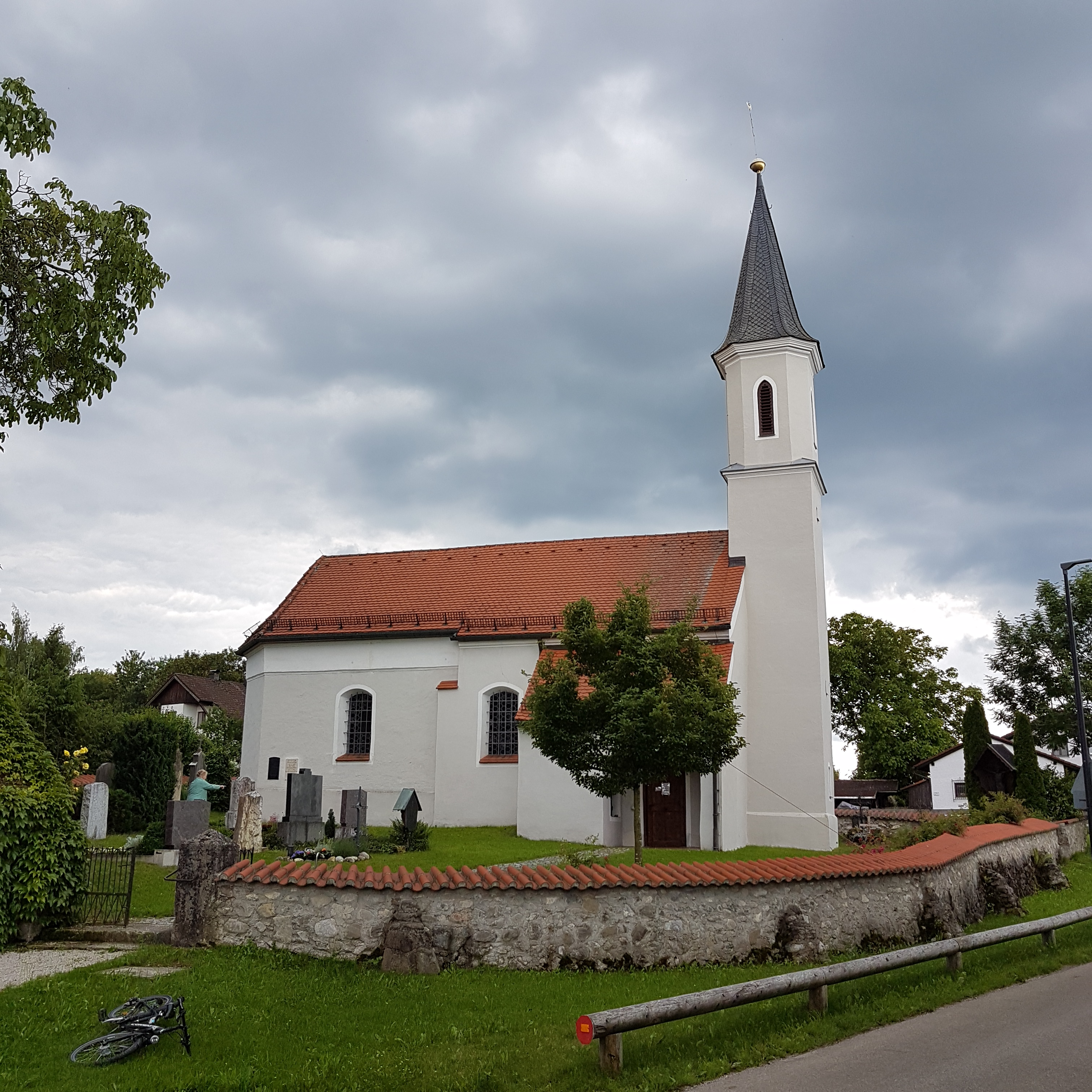
St. Bartholomäus in Walchstadt

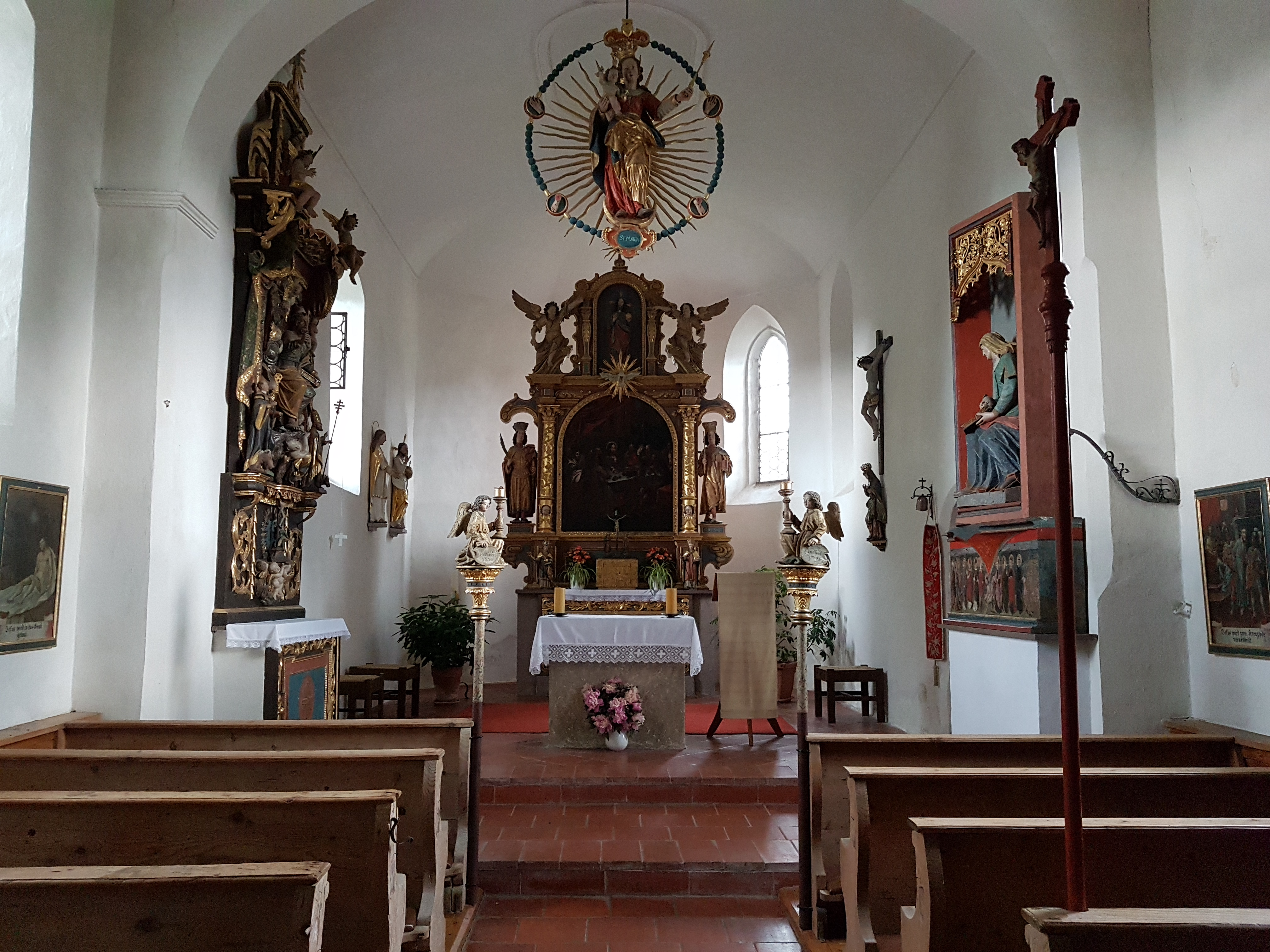
Innenraum

Die römisch-katholische Filialkirche St. Bartholomäus steht in Walchstadt, einem Gemeindeteil von Icking im oberbayerischen Landkreis Bad Tölz-Wolfratshausen. Das Bauwerk ist in der Liste der Baudenkmäler in Icking unter der Nr. D-1-73-130-24 eingetragen. Die Kirche gehört zum Dekanat Bad Tölz-Wolfratshausen im Erzbistum München und Freising.

## Beschreibung
Eine spätgotische Kapelle wurde um 1685 und 1740 barock erneuert. Sie besteht aus dem Langhaus, dem eingezogenen, dreiseitig geschlossenen Chor im Osten, einer Sakristei an der Südwand des Chors und dem Kirchturm auf quadratischem Grundriss im Westen. Das oberste Geschoss des Kirchturms ist achteckig; darauf sitzt ein spitzer Helm. Ein Vorbau an der Nordwand des Langhauses führt zum Portal. 
Der im zweiten Viertel des 17. Jahrhunderts aufgestellte Hochaltar wird von den spätgotischen Skulpturen der Wetterpatrone Johannes und Paulus flankiert. Im Altarretabel ist das letzte Abendmahl Jesu mit seinen Jüngern dargestellt, auf der Predella das Fegefeuer. Der Schrein eines spätgotischen Altars an der Südwand des Langhauses enthält eine Figurengruppe der heiligen Anna und ihrer Tochter Maria, die lesen lernt. In der Predella ist in der Mitte Jesus als Schmerzensmann gemalt; links und rechts von ihm stehen die vierzehn Nothelfer.